# Volkslista

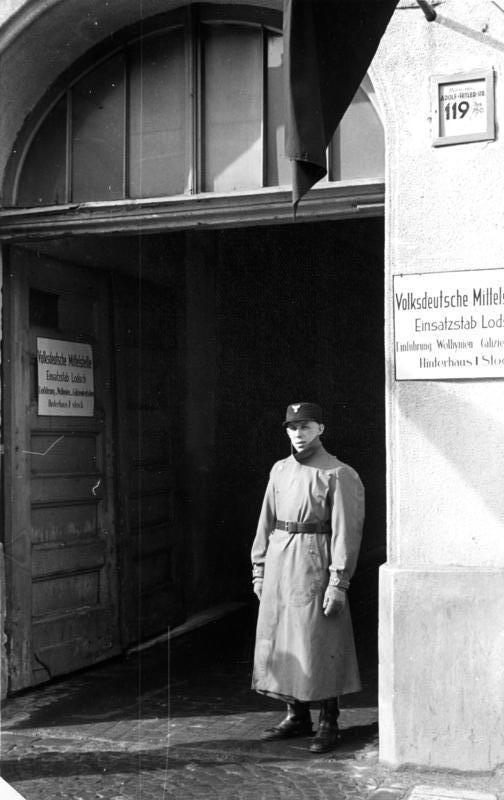
Rok 1940. Wartownik stojący przed Biurem VoMi na Adolf-Hitler-Straße w okupowanej Łodzi

Volkslista (niem. Deutsche Volksliste (DVL), pol. folkslista) – niemiecka lista narodowościowa wprowadzona 2 września 1940 na podstawie reskryptu Heinricha Himmlera jako komisarza Rzeszy do spraw wzmacniania niemczyzny. Na terenach Rzeczypospolitej Polskiej anektowanych przez III Rzeszę w czasie II wojny światowej volkslistę wprowadzono zarządzeniem z 4 marca 1941.

## Historia
Tak zwane „podpisanie volkslisty” wiązało się z wypełnieniem szczegółowej ankiety, która zawierała pytania o przynależność wyznaniową, od kiedy rodzina mieszkała w danym rejonie, jakie kończono szkoły, o krewnych w Niemczech itd. Ankieta była wysyłana do domu. Po jej odebraniu, decyzją urzędnika, przydzielano ankietowane osoby do jednej z czterech grup volkslisty.

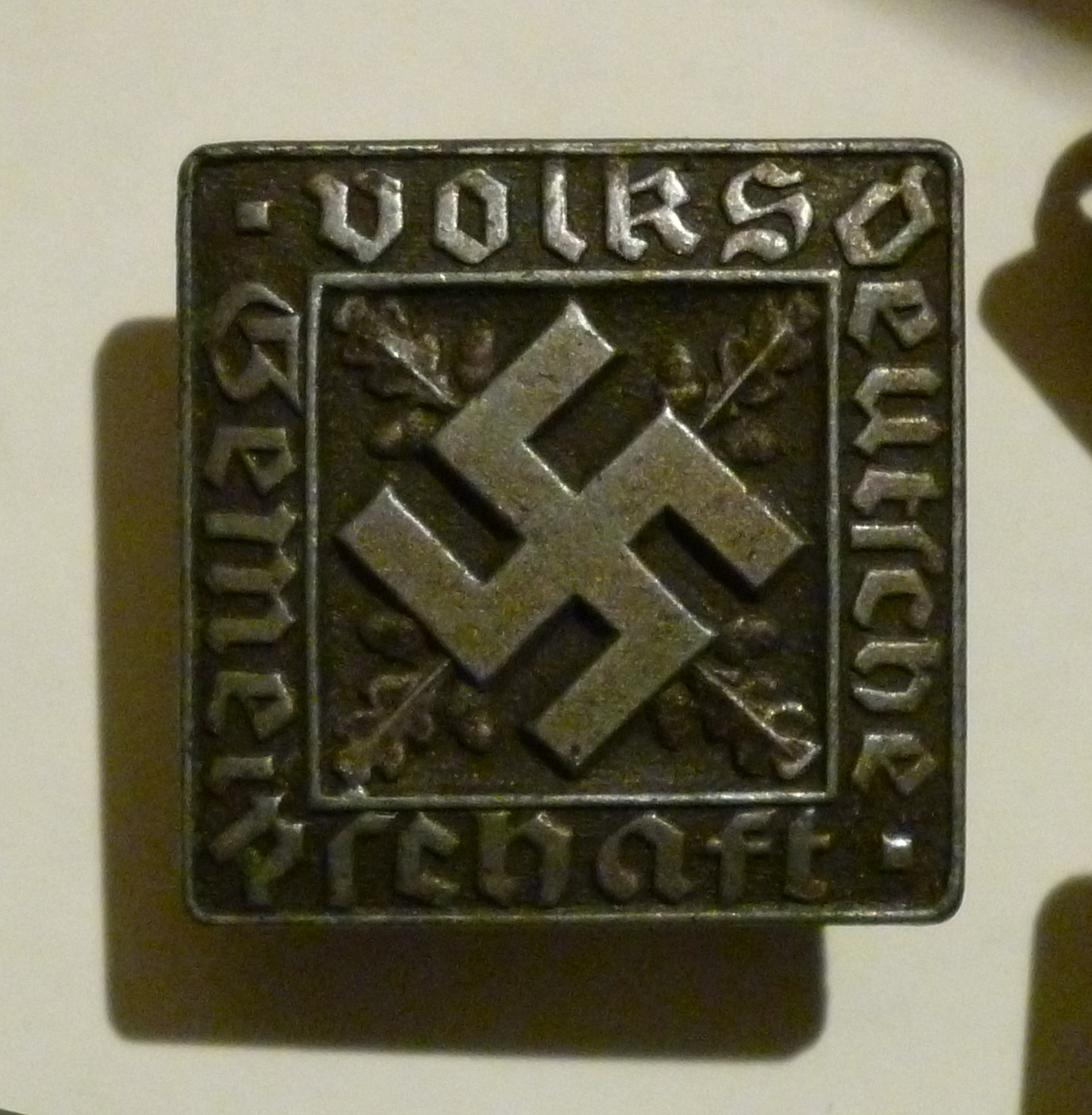
Odznaka noszona przez Volksdeutschów

## Kategorie volksdeutschów
Volksdeutschów dzielono na cztery kategorie DVL:
Kategoria 1 – Volksdeutscher (pol. etniczny Niemiec) – osoby narodowości niemieckiej, aktywne politycznie, działające na rzecz III Rzeszy w okresie międzywojennym (tzw. Reichslista).
Kategoria 2 – Deutschstämmige (pol. osoba pochodzenia niemieckiego) – osoby przyznające się do narodowości niemieckiej, posługujące się na co dzień językiem niemieckim, kultywujące kulturę niemiecką, zachowujące się biernie w okresie międzywojennym.
Kategoria 3 – Eingedeutschte (pol.  ludzie zniemczeni) – osoby autochtoniczne, uważane przez Niemców za częściowo spolonizowane (Górnoślązacy, Kaszubi, Mazurzy) oraz Polacy niemieckiego pochodzenia (osoby pozostające w związkach małżeńskich z Niemcami).
Kategoria 4 – Rückgedeutschte (pol. nawróceni na niemieckość) – osoby pochodzenia niemieckiego, które się spolonizowały i czynnie współpracowały w okresie międzywojennym z władzami polskimi, bądź działały w polskich organizacjach społeczno-politycznych (popularnie zwane przez Niemców renegatami) oraz także Polacy, którzy po pomiarach czaszki i innych badaniach uznani zostali za wartościowych rasowo.
Znane są także przypadki zostania Volksdeutschem z powodu kolaboracji z nazistami (np. Henryk Szatkowski czy Mieczysław Kosmowski).
Zaliczeni do I i II grupy otrzymywali automatycznie obywatelstwo Rzeszy, zaliczeni do III grupy otrzymywali to obywatelstwo na 10 lat, zaś wpisani do IV grupy otrzymywali obywatelstwo na zasadzie wyjątku. Odmowa wypełnienia ankiety, na podstawie której urzędnik decydował o przyznaniu kategorii DVL, mogła zakończyć się wysłaniem całej rodziny do obozu koncentracyjnego lub przesiedleńczego.
W zależności od otrzymanej grupy otrzymywało się dowody osobiste (Ausweis) o różnych kolorach: grupy I i II niebieskie, III zielona, a IV czerwone.
Liczba osób wpisanych na volkslistę (stan z końca 1942):
| Obszar                 | DVL razem | DVL 1   | DVL 2   | DVL 3     | DVL 4  |
| ---------------------- | --------- | ------- | ------- | --------- | ------ |
| Prusy Wschodnie        | 45 000    | 8500    | 21 500  | 13 500    | 1500   |
| Gdańsk-Prusy Zachodnie | 1 153 000 | 150 000 | 125 000 | 870 000   | 8000   |
| Kraj Warty             | 476 000   | 209 000 | 191 000 | 56 000    | 20 000 |
| Górny Śląsk            | 1 450 000 | 120 000 | 250 000 | 1 020 000 | 60 000 |
| Razem                  | 3 124 000 | 487 500 | 587 500 | 1 959 500 | 89 500 |

## Volkslista na Górnym Śląsku
Wszystkie osoby mieszkające na Górnym Śląsku były zobowiązane do wypełnienia kwestionariuszy. Osoby, które nie chciały określić się jako pochodzenia niemieckiego, musiały uzasadnić swój wybór – specjalne komisje analizowały wpisy na listę. Do komisji zgłaszały się rodziny z dziećmi, przyjmowano w kolejności według ulic. Komisja sprawdzała, czy dana osoba jest pochodzenia aryjskiego, oraz przepytywano dzieci, w jakim języku mówi się w ich domu. Poza DVL mieli znaleźć się Polacy, którzy nie zostali obywatelami III Rzeszy. 16 lutego 1942 wydano zarządzenie, przedstawione prezydentom rejencji. Zarządzono obowiązek wskazania policji osób, które nie podały narodowości niemieckiej. Miejscowa policja miała przekazać tym osobom, że na złożenie wniosku o wpisanie na DVL mają 8 dni. Jeśli po tym czasie osoby nie potrafiłyby przedstawić dowodu złożenia takiego wniosku, miały zostać aresztowane, a następnie skierowane do obozów koncentracyjnych. W drugiej połowie 1944 dla osób, które odmówiły wpisania na DVL, wprowadzono karę śmierci. Otrzymanie 3 kategorii DVL (1,02 mln osób) było dla Ślązaków ochroną przed więzieniem lub obozem koncentracyjnym.
Według zachowanych, niepełnych danych dla powiatów rejencji katowickiej (jednostka administracyjna utworzona przez Niemców) do poszczególnych grup volkslisty wpisano około 90% mieszkańców. Na Górnym Śląsku wpisano na DVL 1,45 mln osób, w tym zakwalifikowano do I grupy 8,3%, do II grupy 17,2%, do III grupy 70,3% i do IV grupy 4,2% (stan z końca 1942).
Ze względów humanitarnych oraz zagrożenia życia ludności na Śląsku w wypadku odmowy wpisania na volklistę Rząd Rzeczypospolitej Polskiej na uchodźstwie poparł stanowisko tych, którzy jednak zdecydowali się złożyć wnioski o niemieckim pochodzeniu. Generał Władysław Sikorski ogłosił nawet na ten temat specjalną dyrektywę ogłaszaną drogą radiową. Stanowisko to podzielały polskie organizacje niepodległościowe oraz Kościół katolicki na Śląsku w osobie biskupa diecezjalnego katowickiego Stanisława Adamskiego. Odmienne stanowisko przyjęli członkowie ruchu komunistycznego na terenie okupowanej Polski, którzy uznawali przyjęcie volklisty jako jednoznaczny akt zdrady.

## Służba wojskowa

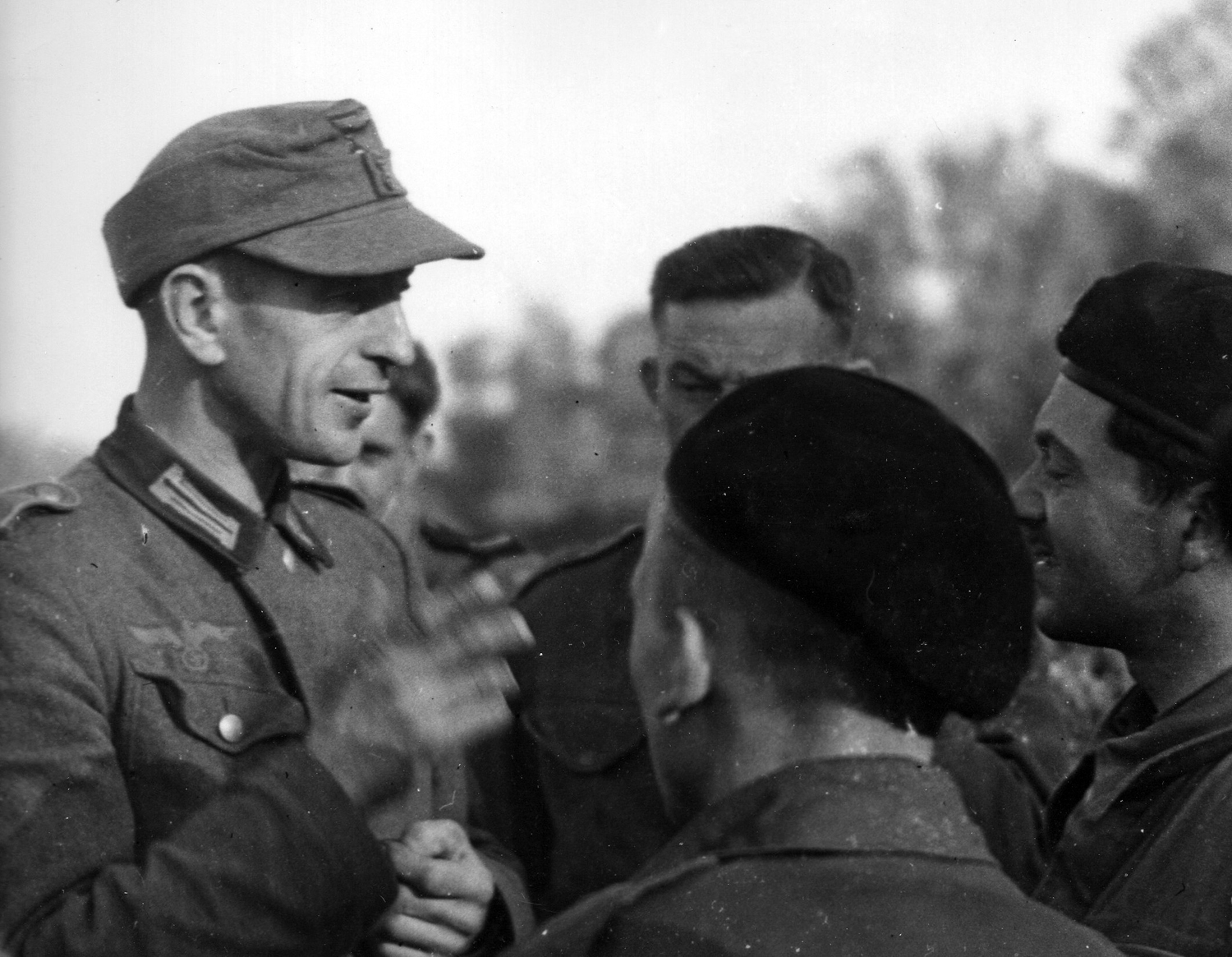
Wcielony siłą do Wehrmachtu Polak rozmawia w 1944 roku w Normandii z żołnierzami 1 Dywizji Pancernej gen. Stanisława Maczka

Wszyscy wpisani na niemiecką listę narodowościową podlegali prawu niemieckiemu. Oznaczało to, że byli oni powoływani do służby we wszystkich formacjach wojska niemieckiego. Odmowa służby była jednoznaczna z wyrokiem śmierci za zdradę i represjami wymierzonymi w rodzinę. Osoby z III i IV grupy mogły być kierowane na roboty do Niemiec (w tym dzieci po ukończeniu 15. roku życia), gdzie jednak pracowały na zasadach wolnościowych – to znaczy, że nie były skoszarowane i miały ograniczone prawo do poruszania się w miejscu zamieszkania.
Dowódcy oddziałów Wehrmachtu, do których trafiali byli obywatele polscy z III i IV grupy volkslisty, nauczeni doświadczeniem, dobrze wiedzieli, że większość z nich ma niewiele zapału, aby umrzeć za III Rzeszę i podczas walki na froncie zdezerteruje przy pierwszej okazji. W celu zapobieżenia takim przypadkom w oddziałach niemieckich wyznaczano im pewnych ideowo i rasowo „opiekunów”, którzy nawet w czasie walki mieli nie spuszczać ich z oka oraz stosowano odpowiedzialność zbiorową wobec całego oddziału w przypadku ucieczki. Dezercja z niemieckich oddziałów wojskowych była więc bardzo trudna. Niemniej jednak po roku 1942 i utworzeniu Armii Andersa, podstawowym, jeżeli nie jedynym źródłem uzupełnień dla Polskich Sił Zbrojnych (na Zachodzie), byli dezerterzy i jeńcy wojenni, najpierw z Afrika Korps, potem z wojsk niemieckich we Włoszech i następnie z zachodniej Europy. Wprowadzono kompleksowe rozwiązania rekrutacyjne i weryfikacyjne dla jeńców wojennych, polegające na dyskretnym rozpytaniu o pochodzeniu, izolacji od jeńców niemieckich i nadaniu fikcyjnej tożsamości po weryfikacji lojalności wobec Polski. Rekrutacja rozpoczynała się od sprawdzenia miejsca urodzenia – dzienniki bojowe 1 Dywizji Pancernej skrupulatnie odnotowują dzienne liczby jeńców polskiego pochodzenia podczas walk w Normandii. W wyniku takiej rekrutacji liczebność 1 Dywizji Pancernej na koniec wojny była większa niż na początku kampanii w Normandii. Ślązacy byli szczególnie cenieni w polskich i niemieckich jednostkach pancernych jako domniemani znawcy sprzętu motorowego.
Patrz – Polacy w Wehrmachcie

## W powojennej Polsce
W sierpniu 1944 PKWN przyjął ogólny dekret, dotyczący również „zdrajców narodu polskiego”. Kolejny dekret z listopada 1944 ustanawiał „środki zabezpieczające w stosunku do zdrajców Narodu”; przewidywał on, że każdy kto zadeklarował niemieckie pochodzenie podlega odosobnieniu w obozie pracy. Obozy takie faktycznie zaczęto tworzyć. Decyzję o osadzeniu podejmował prokurator, a zatwierdzał Specjalny Sąd Karny; w maju 1945 w takich obozach przebywało ok. 36 tysięcy osób.
W lutym 1945 rząd przyjął dekret „o wyłączeniu ze społeczeństwa polskiego wrogich elementów”, który po poprawkach został przyjęty jako ustawa w maju 1945. Była ona fundamentem prawnym przyszłej polityki państwa wobec osób, wciągniętych na DVL. Stanowiła, że:
- wszystkie osoby z I grupy DVL podlegają wysiedleniu do Niemiec;
- wszystkie osoby z II grupy DVL, jeśli chcą pozostać w Polsce, muszą wystąpić do sądu z wnioskiem o rehabilitację, będącym – w przypadku pozytywnego rozpatrzenia – warunkiem przyznania obywatelstwa polskiego; w odmiennym przypadku osoby te podlegały wysiedleniu do Niemiec;
- osoby z III grupy DVL na terenach, gdzie Niemcy stosowali przymus podczas wciągania na DVL (czyli w praktyce na terenach wcielonych do Rzeszy), muszą złożyć „Deklarację wierności Narodowi i demokratycznemu Państwu Polskiemu”. Termin złożenia deklaracji kilkakrotnie przedłużano do 31. lipca 1946. Osoby które złożyły deklarację otrzymywały tymczasowe zaświadczenie, które jeśli nie wpłynęły wnioski prokuratorskie, było wystawiane na stałe. Osoby, które nie złożyły deklaracji, podlegały procedurze sądowej, która mogła oznaczać utratę praw publicznych, przepadek majątku i/lub osadzenie w obozie pracy (ale nie utratę obywatelstwa);
- osoby z III grupy DVL na terenach, gdzie nie było przymusowego wciągania na DVL (czyli w praktyce na terenach byłej Generalnej Guberni), podlegają procesom sądowym; musiały udowodnić, że wpisano je na DVL wbrew ich woli oraz że zachowali polską tożsamość. W przypadku pozytywnego rozpatrzenia rehabilitacja kończyła się przyznaniem pełni praw obywatelskich, w przypadku negatywnego przypisaniem do I grupy DVL;
- wszystkie osoby z IV grupy DVL nie podlegają procesom rehabilitacyjnym.

W czerwcu 1946 przyjęto dekret o odpowiedzialności karnej za "odstępstwo od narodowości polskiej podczas wojny". Zamiast odmiennych procedur dla różnych grup DVL, przewidywał on jednolite postępowanie sądowe dla wszystkich osób (z byłej GG i terenów wcielonych do Rzeszy), które zgłosiły przynależńość do narodowości niemieckiej. Dekret znosił obozy pracy i odosobnienia, ale przewidywał karę grzywny, utraty praw, przepadku mienia i więzienia do 10 lat. W listopadzie 1946 zniesiono Specjalne Sądy Karne, a ich kompetencje przekazano sądom powszechnym.
W początkach 1947 toczyło się ok. 223 tysięcy postępowań sądowych (ponad połowa z terenu Górnego Śląska), a pod koniec roku ok. 43 tysiące postępowań. Ostatecznie na podstawie ustawodawstwa dotyczącego DVL z Polski wysiedlono ok. 180 tysięcy osób.
W lipcu 1950 przyjęto ustawę o zniesieniu sankcji wobec obywateli, którzy zgłosili przynależność do narodowości niemieckiej. Historycy wiążą ten fakt – a także ekspresowy tryb procedowania ustawy w sejmie – z zawartym dwa tygodnie wcześniej układem między PRL a NRD. W ten sposób zakończono formalnie system ustawowych represji wobec osób z DVL.